# 70e corps d'armée
Le 70e corps d'armée (en allemand : LXX. Armeekorps) était un corps d'armée de l'armée de terre allemande: la Heer au sein de la Wehrmacht pendant la Seconde Guerre mondiale.

## Hiérarchie des unités
| Nom          | Nbre d'hommes       | Unités subalternes                | Grade de commandement                 |
| ------------ | ------------------- | --------------------------------- | ------------------------------------- |
| Heeresgruppe | + 300 000           | 2 à + Armeen (Armées)             | Generaloberst ou Generalfeldmarschall |
| Armee        | + 100 000 - 300 000 | 2 à + Armeekorps (Corps d'armées) | General ou Generaloberst              |
| Armeekorps   | + 30 000 - 80 000   | 2 à + Divisionen (Division)       | Generalleutnant ou General            |
| Division     | + 10 000 – 20 000   | 2 à 6 Brigaden (Brigade)          | Generalmajor ou Generalleutnant       |
| Brigade      | + 3 000 – 5 000     | jusqu'à 3 Regimentern (Régiment)  | Oberst ou Generalmajor                |

## Historique
Le 70e corps d'armée allemand est formé le 25 janvier 1943 en Norvège.

Son état-major provient du Höheren Kommandos z.b.V. LXX.

## Organisations

### Commandants successifs
| Date                        | Grade                      | Commandant         |
| --------------------------- | -------------------------- | ------------------ |
| 25 janvier 1943 - Juin 1943 | General der Gebirgstruppen | Valentin Feurstein |
| 22 juin 1943 - 8 mai 1945   | General der Artillerie     | Hermann Tittel     |

### Chef des Generalstabes
| Date                        | Grade               | Commandant       |
| --------------------------- | ------------------- | ---------------- |
| 25 janvier 1943 - Juin 1943 | Oberstleutnant i.G. | Kurt Ritgen      |
| Juin 1943 - ? 1945          | Oberst i.G.         | Fritz Wunderlich |

### 1. Generalstabsoffizier (Ia)
| Date                        | Grade               | Commandant       |
| --------------------------- | ------------------- | ---------------- |
| 25 janvier 1943 - Mars 1943 | Oberstleutnant i.G. | Josef Bachmeyer  |
| Mars 1943 - Juin 1943       | Oberstleutnant i.G. | Fritz Wunderlich |
| 10 juin 1944 - ? 1945       | Major i.G.          | Helmut Dittrich  |
| ? 1945 - ? 1945             | Major i.G.          | Zimmermann       |

## Théâtres d'opérations
- Sud de la Norvège : Janvier 1943 - Mai 1945

### Rattachement d'Armées
| Date        | Armée             | Groupe d'Armées |
| ----------- | ----------------- | --------------- |
| 1943        |                   |                 |
| 25 janvier  | AOK Norwegen      | OKW             |
| 1944        |                   |                 |
| 1er janvier | AOK Norwegen      | OKW             |
| 1945        |                   |                 |
| 1er janvier | 20. Gebirgs-Armee | OKW             |

### Unités subordonnées

#### Unités organiques
- Arko 170
- Nachrichten-Kompanie 470
- Feldersatz-Bataillon LXX (en janvier 1944)

#### Unités rattachées
3 février 1943
- 269. Infanterie-Division
- 280. Infanterie-Division
- 214. Infanterie-Division
- 710. Infanterie-Division

5 août 1943
- 710. Infanterie-Division
- 214. Infanterie-Division
- 295. Infanterie-Division
- 269. Infanterie-Division

5 septembre 1943
- 710. Infanterie-Division
- 274. Infanterie-Division
- 269. Infanterie-Division

8 novembre 1943
- 710. Infanterie-Division
- 274. Infanterie-Division
- 269. Infanterie-Division
- 280. Infanterie-Division

13 octobre 1944
- 710. Infanterie-Division
- 274. Infanterie-Division
- 280. Infanterie-Division

1er janvier 1945
- 274. Infanterie-Division
- 280. Infanterie-Division
- Panzer-Division Norwegen

19 février 1945
- 274. Infanterie-Division
- 280. Infanterie-Division

1er mars 1945
- 280. Infanterie-Division
- 274. Infanterie-Division
- 169. Infanterie-Division

12 avril 1945
- Division z.b.V. 613
- 280. Infanterie-Division
- 274. Infanterie-Division
- Division "K"
- Grenadier-Brigade 503

## Sources
- (de) LXXe Armeekorps sur lexikon-der-wehrmacht.de